# La prima danza
 (mars 2025).
Albums de Charles Aznavour
Essere
(1981) Canzoni da leggere e da cantare
(1986)
La prima danza (La première danse) est le 12e album studio italien de Charles Aznavour. Il est sorti en 1983.
L'album présente un réenregistrement du titre Io invento (2e version).

## Liste des titres[1]
| No  | Titre                                                             | Durée |
| --- | ----------------------------------------------------------------- | ----- |
| 1.  | La prima danza : Une première danse                               | 3:05  |
| 2.  | Io non guarirò mai : Je ne suis pas guéri de mes années d'enfance | 3:05  |
| 3.  | Io invento : Je fantasme                                          | 3:56  |
| 4.  | Una vita d'amore : Une vie d'amour                                | 3:24  |
| 5.  | Fuori città : Un été sans toi                                     | 3:03  |
| 6.  | Non abbiamo bambini : Nous n'avons pas d'enfants                  | 4:27  |
| 7.  | Faccio così : Je fais comme si                                    | 3:46  |
| 8.  | Centomila volte : Un million de fois                              | 2:42  |
| 9.  | La memoria : Ma mémoire                                           | 4:31  |
| 10. | Tu sei la mia terra : T'es ma terre, mon pays                     | 3:06  |